# Sigurður Þorsteinsson
Sigurður Gunnar Þorsteinsson (Ísafjörður, 8 luglio 1988) è un cestista islandese.

## Palmarès
- Campionato islandese: 4

Keflavík: 2007-08
Grindavík: 2011-12, 2012-13
Tindastoll: 2022-23